# نادي قادش
نادي قادش لكرة القدم (بالإسبانية: Cádiz Club de Fútbol)‏ هو نادي كرة قدم إسباني يقع مقره في قادش بأقليم الأندلس. تأسس في عام 1910 ، ينافس في الدوري الإسباني الدرجة الأولى، ويلعب مباريات على أرضه في نويفو ميرانديلا الذي يتسع لـ 20724 متفرج.
بين أعوام 1929 و 1977، لعب قادش إما في الدرجة الثانية أو الثالثة الإسبانية. حتى عام 1977، عندما نجح نادي قادش بالتأهل إلى الدوري الإسباني للمرة الأولى. ومنذ ذلك الحين، لعب النادي ثلاثة عشر موسمًا في الدرجة الأولى، وقضى باقي المواسم في الدرجة الثانية.

## تاريخ
لعب النادي أول مباراة موثقة من ضد نادي قادش سبورتينغ يوم الخميس 8 سبتمبر 1910. وفاز بها 1-0. بعد يومين في 10 سبتمبر 1910، ناشد العديد من مواطني قادش الحكومة المدنية لتسجيل نادٍ تحت اسم نادي قادش لكرة القدم (Cádiz Club de Fútbol). كان أحد المؤسسين «خوسيه ريفيرا إي لورا» أول رئيس لقادش. وعندما إندلعت الحرب الأهلية الإسبانية توقف تنظيم المسابقات ولم يلعب قادش سوى مباريات ودية، من بين أمور أخرى، ضد فرق مثل بيتيس وسيلتا دي فيغو.
بعد الحرب الأهلية الإسبانية لعب نادي قادش أول موسم كامل 1939-40 في الدرحة الثانية. احتل النادي المركز الأول في المجموعة الخامسة برصيد 11 فوزًا في 14 مباراة. خلال المواسم الثلاثة التالية، كان قادش بعيداً عن تكرار هذا النجاح. ووصل النادي إلى الدوري الإسباني لأول مرة في 1977-78 ، بعد أن أمضى عقود في دوري الدرجة الثانية. حدث ذلك في 5 يونيو 1977، بانتصار 2-0 في رامون دي كارانزا ضد نادي تاراسا. لكن النادي هبط بعد موسم واحد فقط، وعاد في عام 1980. في أغسطس 1981، قبل عودته إلى الدوري الإسباني، فاز قادش بأول بطولة وهي كأس رامون دي كارانزا. عندما فاز 1-0 في المباراة النهائية على نادي إشبيلية (بقيادة المدرب ميغيل مونيوز) بهدف سجله ديجيتو.
تمكن النادي من الحفاظ على مكانته في الدرجة الأولى في موسم 1990-1991 ، خلال أواخر الثمانينيات وأوائل التسعينيات، أصبح النادي معروفاً باسم «الغواصة الصفراء».
في عام 1995، كان قادس على وشك الإفلاس بسبب مشاكل مالية. حيث أوقفت المجموعة الاستثمارية عن الإستثمار في النادي وأعلنت تعليق المدفوعات. قامت مجموعة من القادشيين، بقيادة أنطونيو مونيوز ومانويل جارسيا، بإجراء مفاوضات مع الدائنين، وأعادوا تنظيم النادي وبدأوا في إدارته مباشرة من مدينة قادش. بعد فترة طويلة في الدوري الإسباني الدرجة الثانية ب، تأهل النادي أخيراً في عام 2003 ، وعاد بشكل مذهل إلى الدرجة الأولى في 2005 ، بعد فوزه في اليوم الأخير على جاره نادي خيريث بنتيجة 2-0 بحضور 8000 مشجع من قادش قادمين إلى خيريز.
هبط النادي مرة أخرى إلى الدرجة الثانية، في الجولة السابعة والثلاثين وما قبل الأخيرة من موسم 2005-06. وأنهى الموسم بالمركز التاسع عشر، على بعد 4 نقاط من المركز السادس عشر، وهو ما يمكن أن يؤمن للنادي مكانًا في الدوري الإسباني. في الموسم التالي، تولى الدولي الإسباني السابق أولي زمام قيادة الفريق، وتم إقالته بعد بضعة أشهر فقط. بعد أن قاد الفريق في 11 مباراة فاز النادي في أربعة منها فقط.
في يونيو 2008، هبط النادي إلى الدرجة الثانية ب (المستوى الثالث). وبعد موسم واحد فقط تمكن من العودة إلى الدرجة الثانية، لكنه هبط على الفور في موسم 2009-2010. بعد أن أنهى الموسم في المركز التاسع عشر، بفارق نقطة واحدة عن الفريقين صاحبي المركزين 17 و 18. كان أداء لاعبين متمرسين مثل راؤول لوبيز وأندريس فلوركوين وإنريكي أورتيز العنصر الأساسي في نجاح موسم 2008-09. أصبح النادي بطل الدرجة الثانية ب، بعد أن حقق موسماً ناجحاً بـ 24 انتصارًا و 7 تعادلات و 7 هزائم في 38 مباراة. خلال موسم 2015–16، أنهى النادي موسمه في المركز الرابع وتأهل لمواجهات الصعود، حيث تغلب على أندية راسينغ فيرول، راسينغ سانتاندير وإيركوليس، وبالتالي عاد إلى الدرجة الثانية بعد 6 سنوات. كانت مباراة التأهل ضد إيركوليس في 26 يونيو 2016 ، على ملعب رامون دي كارنازا. فاز بها قادش 1-0.
نظم النادي في 29 سبتمبر 2019 إختبارات في مدينة مومباي، الهند. وللمرة الثانية، أعطى النادي فرصة لأكثر من 250 طالباً هندياً للفوز بمنحة للعيش والتدريب في إسبانيا. نتيجة لذلك، تم اختيار ثلاثة لاعبين. بدأت إقامتهم في إسبانيا في يناير 2020.
في 2 مارس 2020 ، أكد النادي أن مستثمراً أمريكياً لم يذكر اسمه يتمتع بقوة اقتصادية كبيرة أصبح أحد المساهمين في النادي. على الرغم من الاستحواذ على أقلية من الأسهم، إلا أن هدف المستثمر هو توسيع وجوده في النادي ومساعدة النادي الأندلسي في التأهل إلى دوري الدرجة الأولى الإسباني. وكشف رئيس النادي مانويل فيزكاينو عن خطط استخدام موارد جديدة لتحديث البنية التحتية والمرافق وغيرها من المجالات في النادي.

### الحادثة مع ريال مدريد
في تاريخ 3 ديسمبر 2015، خاض نادي قادش مواجهة في دور الـ 32 من كأس ملك إسبانيا ضد نادي ريال مدريد، إنتهت المباراة بفوز ريال مدريد بنتيجة 3-1، لكن بين شوطي المباراة أكتشفوا إداريي قادش إن ريال مدريد أشرك لاعب موقوف بسبب تراكم الانذارات وهو اللاعب دينيس تشيرشيف، وأنتظروا حتى نهاية المباراة ثم قرروا تقديم شكوى رسمية إلى الاتحاد الأسباني، وأصدر الاتحاد الأسباني قراراً بإقصاء ريال مدريد من كأس ملك إسبانيا على يد قادش، قام ريال مدريد بالإستئناف ضد هذا القرار، وايضاْ تم رفض هذا الاستئناف، وتأهل نادي قادش إلى دور الـ 16 من البطولة.

## مواسم النادي
- 14 موسماً في لا ليغا
- 40 موسماً في الدرجة الثانية
- 16 موسماً في الدرجة الثانية ب
- 12 موسماً في الدرجة الثالثة
- 1 موسماً في دوري الفئات الإقليمية

## اللاعبون
- آخر تحديث 28 مايو 2022.[15]

### التشكيلة الأساسية
ملاحظة: تشير الأعلام إلى المنتخب الوطني على النحو المحدد في قواعد الأهلية للفيفا. قد يحمل اللاعبون أكثر من جنسية واحدة غير تابعة للفيفا.
| الرقم | البلد     | المركز | اللاعب                 |
| ----- | --------- | ------ | ---------------------- |
| 1     | الأرجنتين | حارس   | جيريمياس ليديسما       |
| 2     | الدنمارك  | وسط    | ينس جونسون             |
| 3     | إسبانيا   | مدافع  | رافائيل خيمينيز جاركيه |
| 4     | إسبانيا   | وسط    | روبين ألكاراز          |
| 5     | أرمينيا   | مدافع  | فارازدات هارويان       |
| 6     | إسبانيا   | وسط    | خوسيه ماري             |
| 7     | إسبانيا   | وسط    | سالفي                  |
| 8     | إسبانيا   | وسط    | أليكس فرنانديز         |
| 9     | هندوراس   | مهاجم  | أنتوني لوزانو          |
| 10    | إسبانيا   | وسط    | ألبيرتو بيريا          |
| 11    | المغرب    | مهاجم  | أسامة إدريسي           |
| 12    | تشيلي     | وسط    | توماس ألاركون          |
| 13    | إسبانيا   | حارس   | ديفيد جيل              |

| الرقم | البلد            | المركز | اللاعب              |
| ----- | ---------------- | ------ | ------------------- |
| 14    | إسبانيا          | وسط    | إيفان أليغو         |
| 15    | غينيا الاستوائية | مدافع  | كارلوس أكابو        |
| 16    | إسبانيا          | وسط    | كالا                |
| 17    | رومانيا          | مهاجم  | فلورين أندوني       |
| 18    | إسبانيا          | مدافع  | ألفارو نيغريدو      |
| 19    | باراغواي         | مهاجم  | سانتياغو أرزامينديا |
| 20    | إسبانيا          | وسط    | إسحاق كارثيلين      |
| 21    | إسبانيا          | وسط    | روبين سوبرينو       |
| 22    | الأوروغواي       | مدافع  | ألفونسو إسبينو      |
| 23    | إسبانيا          | مدافع  | لويس هرنانديز       |
| 24    | إسبانيا          | مدافع  | فيدي                |
| 25    | إسبانيا          | حارس   | لوكاس بيريز         |
| 32    | إسبانيا          | مهاجم  | فيكتور شوست         |

### الفريق الاحتياطي
ملاحظة: تشير الأعلام إلى المنتخب الوطني على النحو المحدد في قواعد الأهلية للفيفا. قد يحمل اللاعبون أكثر من جنسية واحدة غير تابعة للفيفا.
| الرقم | البلد     | المركز | اللاعب         |
| ----- | --------- | ------ | -------------- |
| 26    | الأرجنتين | حارس   | خوان فلير      |
| 27    | إسبانيا   | مهاجم  | إيفان شابيلا   |
| 30    | إسبانيا   | وسط    | ألفارو باستيدا |

| الرقم | البلد   | المركز | اللاعب       |
| ----- | ------- | ------ | ------------ |
| 34    | إسبانيا | حارس   | فيكتور أزنار |
| 36    | إسبانيا | مدافع  | راؤول بارا   |
| 37    | إسبانيا | مدافع  | جينار فورنيس |

### اللاعبون المُعارون
- تنتهي إعارة جميع اللاعبين في 30 يونيو 2022.

ملاحظة: تشير الأعلام إلى المنتخب الوطني على النحو المحدد في قواعد الأهلية للفيفا. قد يحمل اللاعبون أكثر من جنسية واحدة غير تابعة للفيفا.
| الرقم | البلد   | المركز | اللاعب                                   |
| ----- | ------- | ------ | ---------------------------------------- |
| —     | نيجيريا | مدافع  | ساترداي إيريمويا (إلى ريال بلد الوليد ب) |
| —     | إسبانيا | وسط    | ألفارو خيمينيز (إلى نادي إيبيزا)         |
| —     | إسبانيا | وسط    | ديڤيد مايورال لاستراس (إلى نادي لوغو)    |
| —     | إسبانيا | وسط    | جون أندير غاريدو (إلى نادي ميرانديس)     |
| —     | إسبانيا | وسط    | خورخي بومبو (إلى ريال أوفييدو)           |
| —     | إسبانيا | وسط    | مارتين كالديرون (إلى نادي ميرانديس)      |

| الرقم | البلد        | المركز | اللاعب                               |
| ----- | ------------ | ------ | ------------------------------------ |
| —     | إسبانيا      | مهاجم  | ألفارو خيمينيز (إلى ريال سرقسطة)     |
| —     | إسبانيا      | مهاجم  | مانويل نييتو (إلى نادي أندورا)       |
| —     | الجبل الأسود | مهاجم  | ميلوتين أوسماييتش (إلى باندرمة سبور) |
| —     | إسبانيا      | مهاجم  | ألكسندر ترافييسو (إلى ريال سرقسطة)   |
| —     | إسبانيا      | مهاجم  | بيدرو بينيتو (إلى نادي سان فيرناندو) |
| —     | إسبانيا      | مهاجم  | سيث ايرام (إلى نادي فييانوفينسي)     |

## وصلات خارجية
- موقع النادي الرسمي